# Deltochilum orbiculare
Deltochilum orbiculare är en skalbaggsart som beskrevs av Lansberge 1874. Deltochilum orbiculare ingår i släktet Deltochilum och familjen bladhorningar. Inga underarter finns listade i Catalogue of Life.